# Želkovice (Hořiněves)
Želkovice (německy Schelkowitz) je malá vesnice, část obce Hořiněves v okrese Hradec Králové. Nachází se asi 2,5 km na severozápad od Hořiněvsi. V roce 2009 zde bylo evidováno 36 adres. V roce 2001 zde trvale žilo 52 obyvatel.
Želkovice je také název katastrálního území o rozloze 2,33 km2.

## Historie
První písemná zmínka o obci pochází z roku 1454.

## Pamětihodnosti
- Zemědělský dvůr čp. 6